# 多倫多足球會
多倫多足球會（英語：Toronto FC）是一隊位於安大略省多倫多的足球會。球隊是第一支加拿大及非美國球隊參加美國職業足球大聯盟。於2006年，球隊正式成立及成為第13隊參加美職的球隊。

## 歷史

### 球會創立
於2005年，多倫多正式宣佈參與當時仍然是全美班的美職，並於翌年5月由球隊擁有公司MLSE宣佈正式於2007年參賽。球隊名字亦改為「FC」，代表足球會（Football Club）。
這個名字是來自於一個網上投票，當時「FC」在多項選擇中以百分之四十成為最高票數選擇，加上MLSE希望一個中立的名字可以令球迷為球隊改一個更為生動的別名，而不是被球會的名字局限。球會被傳媒簡稱為「TFC」或「紅色的人」。球隊的官方顏色為紅色，主場球衣中不論球衣、球輩及襪子都是紅色的。
球隊已經參加了美職兩年，成績一直未有大改善，只能處於中下游位置。2007年及2008年度均取得令人失望的東岸第七名，無緣季後賽。反而球隊在2009年有一個好開始，球隊擊敗溫哥華白浪及蒙特利爾衝擊，成功奪得球隊成立以來首個錦標——加拿大足球錦標賽，更加得到參加2009年至2010年中北美洲及加勒比海聯賽冠軍盃的資格，首圈面對來自波多黎各的波多黎各島民。
球隊在2015赛季首次闯入季后赛，但客场0：3输给蒙特利尔冲击队被淘汰。2016年球队再次获得季后赛资格，并发挥出色首次获得东区冠军进入大联盟杯的总决赛，但在最后的决赛中，主场点球输给西雅图海湾人队，错失大联盟杯。球隊在2017赛季非常出色，被公认为当年美職最佳球队，赢得了加拿大錦標赛冠军和美職常规赛的积分冠军（支持者盾），後來更贏得了該年的美國職業足球大聯盟盃，成為了首支美國職業足球大聯盟三冠王的球隊。

## 多倫多球迷
在2007年賽季開始前，MLSE的主席預期球隊主場可以吸引大約13,000至15,000的多倫多球迷入場支持。但是，實際情況卻超出預期，球隊把未來3年的主場季票售罄。總共售出16,000張季票，而且還有至少14,000在輪候季票。
多倫多的球迷在美職中被視為最熱情的球迷。在球隊於主場擊敗芝加哥火焰中取得首個入球後，大量球迷把坐墊拋進球場草地，以致會方去發電郵警告球迷不可跑入草地及拋東西進入草地。多倫多的球迷亦聞名於作客，只要多倫多一有作客賽事，大量球迷都會隨隊到場支持。

## 比賽

### 加拿大足球錦標賽
雖然多倫多參加美職聯，但並沒有參加美國公開盃的資格。因此，球隊只能參加加拿大足球錦標賽，通過贏得錦標賽獲取加拿大唯一一個出線中北美洲及加勒比海聯賽冠軍盃的名額。多倫多在這項賽事的對手包括同樣參加美職聯的蒙特利爾衝擊和溫哥華白浪。
在2008年的比賽中，多倫多受到蒙特利爾的阻撓而失落冠軍。翌年球隊再度參賽，在最後一場比賽之中，球會需要至少大勝蒙特利爾4球才可以封王。最終球隊大勝對手6-1，首次成為加拿大冠軍，更得到參加2009年至2010年中北美洲及加勒比海聯賽冠軍盃的資格。

### 中北美洲及加勒比海聯賽冠軍盃
一直以來，加拿大球隊都沒有機會參加CONCACAF的最高級球會賽事。直至2008年改制後，加拿大足球錦標賽的冠軍可以得到參賽資格後，多倫多終於在2009年可以參加這項洲際球會比賽。

## 競爭
多倫多最大的競爭對手是同樣來自加拿大，2012年加入美職聯的蒙特利爾衝擊。這和多倫多和蒙特利爾兩座城市之間長久的競爭關係密不可分：多倫多是安大略省乃至整個加拿大英語文化區的最大城市，而蒙特利爾則是加拿大法語文化區的最大城市。兩支球隊之間的競爭關係被稱為「401德比」，因為兩座城市由安大略省401號省道/魁北克省20號省道連接。此外，多倫多和另一支加拿大美職聯球隊溫哥華白浪也存在強烈的競爭關係。

## 擁有及管理
多倫多由楓葉體育及娛樂集團（Maple Leaf Sports & Entertainment，簡稱MLSE）擁有及營運，而MLSE同時也是多倫多楓葉、多倫多速龍及多倫多萬利士的操縱公司。好像其他加拿大的體育公司一樣，MLSE亦有一些地產項目，例如擁有體育場地如加拿大航空中心及理光體育館，公司亦是楓葉廣場的投資者之一。MLSE副主席有球隊的控制權及可以擔任美職的輪任主席。

## 教練

### 任教歷史
| 領隊                  | Nation | 任教時期                       | Record1 | Record1 | Record1 | Record1 | Record1 | Record1 |
| 領隊                  | Nation | 任教時期                       | G       | W       | L       | T       | 勝率 %  |         |
| --------------------- | ------ | ------------------------------ | ------- | ------- | ------- | ------- | ------- | ------- |
| 慕·莊士敦             | 苏格兰 | 2006年8月22日 – 2008年2月1日   | 30      | 6       | 17      | 7       | 20.00   |         |
| 約翰·卡佛             | 英格兰 | 2008年2月1日 – 2009年4月25日   | 36      | 11      | 15      | 10      | 30.56   |         |
| 基斯·康明斯 (interim) | 英格兰 | 2009年4月29日 – 2009年10月24日 | 31      | 12      | 11      | 8       | 38.71   |         |
| 壁奇                  | 美国   | 2009年11月19日 – 2010年9月14日 | 32      | 11      | 11      | 10      | 34.38   |         |

#### 慕·莊士敦
- 2006年8月25日至2008年2月1日

2006年夏天，多倫多決定委任原紐約紅牛主帥慕·莊士敦成為球會史上第一名總教練。球會主席表示，莊士敦的加入，代表美職領隊進入一個新紀元，將會有越來越多有在北美及歐洲踢球的前球員成為美職球隊主帥。莊士敦於效力肯薩斯巫師並取得2000年美國足球大聯盟盃前，曾經效力些路迪、格拉斯哥流浪及愛華頓等球會。2008年2月1日，多倫多宣佈莊士敦將轉任為球隊經理及領隊。

#### 約翰·卡佛
- 2008年2月1日至2009年4月25日

約翰·卡佛在擔任列斯聯的代領隊及盧頓的助教之前，曾經是前紐卡素領隊卜比·笠臣的教練團之一。卡佛在莊士敦調任至球會管理層後，接替其教練工作。卡佛在2009年4月25日以私人原因為理由辭職。

#### 比迪克·拉度沙河域 ("壁奇")
- 2009年11月18日至今

## 球員表
與其他美職球隊一樣，球隊陣容分別分為國內球員及國外球員。根據美職聯現行規則，加美兩國球員在多倫多FC均視為國內球員。
2007年，美職官方允許13名國際球員（非加籍），及最多8名非美籍國際球員。前主帥慕·莊士敦曾經為此向美職聯盟投訴不公，於是美職官方宣佈於2008年度球季放寬至16名國際球員，及最多11名非美籍國際球員。這個改變是因應加拿大缺乏足球人才，而為了保持多倫多的競爭性而改變的（位於美國境內的球隊可以有8名國際球員，包括加拿大球員）。比美國境內的球隊，美職要求多倫多調遣比較少的國內球員。及後再改至多倫多可以擁有18名國際球員，基本上代表現時多倫多可以一個加拿大本土球員都沒有都可以參賽。

### 現役球員
| 號碼   | 國籍           | 中文姓名            | 外文姓名                | 位置   | 前屬球會         |
| ------ | -------------- | ------------------- | ----------------------- | ------ | ---------------- |
| 守門員 |                |                     |                         |        |                  |
| 1      | 美国           | 肖恩·約翰遜         | Sean Johnson            | 守門員 | 紐約城           |
| 18     | 千里達及托巴哥 | 格雷格·蘭吉特辛格   | Greg Ranjitsingh        | 守門員 | 費城聯盟         |
| 90     | 加拿大         | 盧卡·加夫蘭         | Luka Gavran             | 守門員 | 多倫多FC二隊     |
| 後衛   |                |                     |                         |        |                  |
| 5      | 爱尔兰         | 奇雲·朗             | Kevin Long              | 後衛   | 伯明翰城         |
| 6      | 赞比亚         | 艾梅·馬比卡         | Aimé Mabika             | 後衛   | 邁阿密國際       |
| 15     | 法國           | 尼克索恩·戈米斯     | Nicksoen Gomis          | 後衛   | 謝菲爾德聯       |
| 17     | 挪威           | 西居爾·羅斯泰特     | Sigurd Rosted           | 後衛   | 布隆德比         |
| 19     | 加拿大         | 科比·富蘭克林       | Kobe Franklin           | 後衛   | 多倫多FC二隊     |
| 27     | 美国 · 爱尔兰  | 謝恩·奧尼爾         | Shane O'Neill           | 後衛   | 西雅圖海灣者     |
| 28     | 義大利         | 勞爾·彼德雷塔       | Raoul Petretta          | 後衛   | 卡森柏沙         |
| 51     | 加拿大         | 亞當·珀爾曼         | Adam Pearlman           | 後衛   | 多倫多FC二隊     |
| 中場   |                |                     |                         |        |                  |
| 8      | 英格兰         | 馬修·朗斯塔夫       | Matthew Longstaff       | 中場   | 科爾切斯特聯     |
| 14     | 西班牙         | 阿隆索·科埃略       | Alonso Goello           | 中場   | 多倫多FC二隊     |
| 20     | 洪都拉斯       | 戴比·弗洛雷斯       | Deiby Flores            | 中場   | 費夏華           |
| 21     | 加拿大         | 喬納森·奧索里奧     | Jonathan Osorio         | 中場   | SC多倫多         |
| 22     | 加拿大         | 里奇·拉里亞         | Richmond Laryea         | 中場   | 溫哥華白浪       |
| 23     | 美国           | 布蘭頓·塞爾維尼亞   | Brandon Servania        | 中場   | FC達拉斯         |
| 47     | 加拿大         | 科西·湯普森         | Kosi Thompson           | 中場   | 利勒斯特倫       |
| 前鋒   |                |                     |                         |        |                  |
| 7      | 加拿大         | 賈基爾·馬歇爾-拉提  | Jahkeele Marshall-Rutty | 前鋒   | 多倫多FC二隊     |
| 9      | 加拿大         | 阿約米德·阿基諾拉   | Ayomide Akinola         | 前鋒   | 聖荷西地震       |
| 10     | 義大利         | 費德里科·貝納德斯奇 | Federico Bernadeschi    | 前鋒   | 尤文图斯         |
| 12     | 南非           | 凱西厄斯·邁盧拉     | Cassius Mailula         | 前鋒   | 馬姆洛迪辛當斯   |
| 16     | 千里達及托巴哥 | 泰里斯·斯派塞       | Tyrese Spicer           | 前鋒   | 德梅因威嚇       |
| 24     | 義大利         | 洛倫佐·因西涅       | Lorenzo Insigne         | 前鋒   | 拿坡里           |
| 29     | 加拿大         | 迪安德烈·克爾       | Deandre Kerr            | 前鋒   | 達比FC           |
| 77     | 加拿大         | 喬丹·佩魯扎         | Jordan Perruzza         | 前鋒   | 哈利法克斯流浪者 |
| 99     | 德国           | 普林斯·奧烏蘇       | Prince Owusu            | 前鋒   | 雷根斯堡         |

更新日期：2024-04-04

## 預備隊

### 多倫多FC二隊
多倫多FC的預備隊最早組建於2008年，經過多次改組，目前稱為「多倫多FC二隊」，是美國足球甲級聯賽成員。

### TFC學院
TFC學院成立於2008年，是多倫多的青年隊。目前是美國足協青訓練賽成員。

## 主場球場

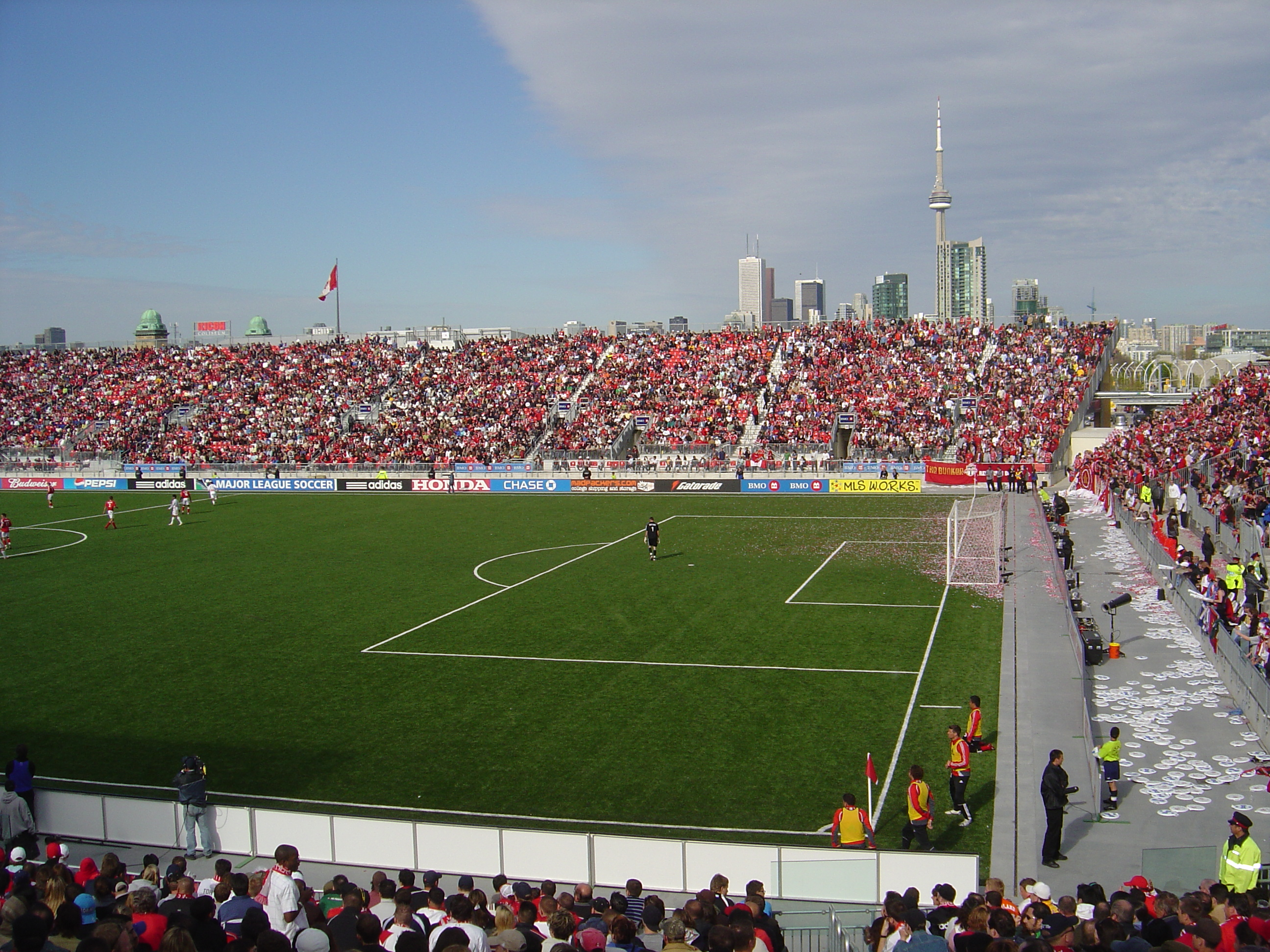
攝於多倫多FC進行美職比賽時，球場背後還有西恩塔。

2007年，球隊加盟美國職業足球大聯盟前，建於多倫多展覽廣場的專用球場BMO球場正式完工，成為多倫多的主場球場。2006年9月20日，美職官方網頁宣佈滿地可銀行成功奪得新的BMO球場的命名權。BMO球場是全加拿大最大的足球專用球場，可以容納20,500，但是經常發生球場爆滿或超過可容納人數的事。球場由多倫多市政府擁有，並由多倫多足球俱樂部的擁有者MLSE管理。另外，球場的興建費用為62,500,000加元。
作為國家隊專用足球場，BMO球場亦曾經作為2007年世界青年足球錦標賽的開幕及決賽場地。美職官方亦宣佈2012年的美國足球大聯盟盃的決賽會左BMO球場上演。現時，球場並未有完善計劃進行擴建，但多倫多的擁有公司MLSE卻有意為球場興趣第2層，並增加8千個座位，預計所需資金為1千5百萬加元。
BMO球場在2015年和2016年两次扩建，扩建后可容纳3万余名观众。

## 統計及紀錄

### 最多入球
| #  | 名字               | 效力時期    | 入球 | 出場 |
| -- | ------------------ | ----------- | ---- | ---- |
| 1  | 丹尼利·迪基奧      | 2007 – 現在 | 14   | 56   |
| 2  | 艾馬度·古華拉      | 2008 – 現在 | 9    | 36   |
| 3  | 查特·巴列特        | 2008 – 現在 | 8    | 30   |
| 4  | 謝夫·根寧咸        | 2007 – 2008 | 6    | 32   |
| 5= | 梅里斯·伊度        | 2007 – 2008 | 5    | 38   |
| 5= | 德韋恩·德·羅沙里奧 | 2009 – 現在 | 5    | 15   |
| 6  | 路安·歷基斯        | 2008 – 2009 | 4    | 39   |
| 7= | 詹·比蘭            | 2007 – 現在 | 3    | 71   |
| 7= | 卡爾·              | 2007 – 現在 | 3    | 68   |
| 7= | 哥連·森美爾        | 2007 – 2008 | 3    | 19   |

### 最多出場
| #  | 名字          | 效力時期    | 出場 | 入球 |
| -- | ------------- | ----------- | ---- | ---- |
| 1  | 詹·比蘭       | 2007 – 現在 | 71   | 3    |
| 2  | 卡爾·         | 2007 – 現在 | 68   | 3    |
| 3  | 馬維爾·雲尼   | 2007 – 現在 | 58   | 2    |
| 4  | 丹尼利·迪基奧 | 2007 – 現在 | 56   | 14   |
| 5  | 泰朗·馬素爾   | 2007 – 2009 | 40   | 0    |
| 6  | 路安·歷基斯   | 2008 – 2009 | 39   | 4    |
| 7  | 梅里斯·伊度   | 2007 – 2008 | 38   | 5    |
| 8= | 艾馬度·古華拉 | 2008 – 現在 | 36   | 9    |
| 8= | 馬高·韋利斯   | 2008 – 現在 | 36   | 2    |
| 9  | 葛列格·瑟頓   | 2007 – 2009 | 34   | 0    |

### 每年成績
| 年度   | 常規賽    | 季後賽   | 加拿大冠軍盃     | 中北美洲及加勒比海冠軍盃 |
| ------ | --------- | -------- | ---------------- | ------------------------ |
| 2007年 | 東岸第7名 | 未能參與 | N/A (2008年開始) | N/A (2008年開始)         |
| 2008年 | 東岸第7名 | 未能參與 | 第2名            | 未能參與                 |
| 2009年 | 東岸第五  | 未能參與 | 冠軍             | 外圍賽                   |
| 2010年 | 東岸第五  | 未能參與 | 冠軍             | 分組賽                   |

### 主場平均入場人數
| Season | Reg. season |
| ------ | ----------- |
| 2007   | 20,134      |
| 2008   | 20,108      |
| 2009   | 20,344      |
| 2010   | 20,453      |
| 2011   | 20,267      |
| 2012   | 18,681      |
| 2013   | 18,131      |
| 2014   | 22,086      |
| 2015   | 23,451      |
| 2016   | 26,583      |

- 在BMO球场，球隊主場入場人數最多的場次是2016年12月10日在美國職業足球大聯盟2017年大联盟杯总决赛中對陣西雅图海湾人队的比赛中，有36，045位球迷進入BMO球場欣賞比賽。俱乐部历史上最高主场观众记录是在2012年3月7日的2011–12 CONCACAF 冠军联赛的四分之一决赛主场在罗杰士中心对阵洛杉矶银河队的比赛，当时有47，658名球迷观战。

## 榮譽
- 大联盟常规赛冠軍-支持者盾
  - 冠軍 (1): 2017年
- 大联盟东区冠軍
  - 冠軍 (2): 2016年，2017年, 2019年
- 加拿大足球錦標賽  
  - 冠軍 (7): 2009年, 2010年, 2011年, 2012年, 2016年, 2017年, 2018年
- 大联盟杯
  - 冠軍 (1): 2017年
  - 亚軍 (1): 2016年

## 註解
1. ↑  球員本人曾声明自己姓氏為迦納姓氏，依名从主人亦可译为“拉伊”。因中文媒體並未發佈更正，故此處暫時沿用「拉里亞」。

## 外部連結
- 官方網站（页面存档备份，存于）